# Гипновые (порядок)
Гипновые (лат. Hypnales) — порядок многолетних мхов класса Листостебельные мхи.

## Описание
Исключительно бокоплодные напочвенные, скальные и эпифитные мхи, образующие дерновинки или ковры. Побеги почти всегда всесторонне облиственные. У уплощенно облиственных нет заметных различий между боковыми и центральными листьями. Перистом, за редким исключением редуцированного внутреннего перистома, двойной, в большинстве случаев хорошо развитый. Внутренний перистом на высокой основной перепонке; реснички длинные, чаще узловатые. Случаи частичной редукции внутреннего перистома нередки.

## Среда обитания и распространение
Распространены в целом по всей планете. В России — по всей территории страны, больше всего в лесной полосе и в Арктике.

## Систематика
Согласно базе данных Catalogue of Life на январь 2025 года порядок включает следующие семейства:
- Acrocladiaceae Tangney, D. Quandt, Huttunen et M. Stech
- Amblystegiaceae Kindb. — Амблистегиевые
- Anomodontaceae Kindb. — Аномодоновые
- Antitrichiaceae Ignatov et Ignatova — Антитрихиевые
- Brachytheciaceae Schimp. — Брахитециевые
- Callicladiaceae Jan Kučera et Ignatov — Калликладиевые
- Calliergonaceae Vanderp., Hedenäs, C.J. Cox et A.J. Shaw — Каллиергоновые
- Entodontaceae Kindb. — Энтодоновые
- Fabroniaceae Schimp. — Фаброниевые
- Fontinalaceae Schimp. — Фонтиналовые
- Hylocomiaceae (Broth.) M. Fleisch. — Гилокомиевые
- Hypnaceae Schimp. — Гипновые
- Jocheniaceae Jan Kučera et Ignatov — Йохениевые
- Leskeaceae Schimp. — Лескеевые
- Myriniaceae Schimp. — Мириниевые
- Plagiotheciaceae M. Fleisch. — Плагиотециевые
- Pterigynandraceae Schimp. — Птеригинандровые
- Pylaisiaceae Schimp. — Пилезиевые
- Sematophyllaceae Broth. — Сематофилловые
- Scorpidiaceae Ignatov et Ignatova — Скорпидиевые
- Stereophyllaceae W.R. Buck et Ireland — Стереофилловые
- Theliaceae M. Fleisch. — Телиевые
- Thuidiaceae Schimp. — Туидиевые
- и др.

Общее число семейств — 54, родов — 491, видов — 4161.

В классификации, предложенной Goffinet B. и W. R. Buck в 2006 году, порядок включает более 40 семейств и более 4 000 видов:
- Amblystegiaceae Kindb. — Амблистегиевые
- Anomodontaceae Kindb. — Аномодоновые
- Brachytheciaceae Schimp. — Брахитециевые
- Calliergonaceae Vanderp., Hedenäs, C.J. Cox et A.J. Shaw — Каллиергоновые
- Catagoniaceae
- Climaciaceae — Климациевые
- Cryphaeaceae
- Echinodiaceae
- Entodontaceae Kindb. — Энтодоновые
- Fabroniaceae Schimp. — Фаброниевые
- Fontinalaceae Schimp. — Фонтиналовые
- Helodiaceae
- Hylocomiaceae (Broth.) M. Fleisch. — Гилокомиевые
- Hypnaceae Schimp. — Гипновые
- Lembophyllaceae Broth., 1906 — Лембофилловые
- Leptodontaceae
- Lepyrodontaceae
- Leskeaceae Schimp. — Лескеевые
- Leucodontaceae Schimp. — Левкодонтовые
- Meteoriaceae
- Microtheciellaceae
- Miyabeaceae
- Myriniaceae
- Myuriaceae
- Neckeraceae Schimp. — Некеровые
- Orthorrhynchiaceae
- Phyllogoniaceae
- Plagiotheciaceae M. Fleisch. — Плагиотециевые
- Prionodontaceae
- Pterigynandraceae Schimp. — Птеригинандровые
- Pterobryaceae
- Pylaisiadelphaceae — Пилезиевые
- Regmatodontaceae
- Rhytidiaceae Broth. — Ритидиевые
- Rutenbergiaceae
- Sematophyllaceae Broth. — Сематофилловые
- Sorapillaceae
- Stereophyllaceae W.R. Buck et Ireland — Стереофилловые
- Symphyodontaceae
- Theliaceae M. Fleisch. — Телиевые
- Thuidiaceae Schimp. — Туидиевые
- Trachylomataceae